# سمكة الشمع
سمكة الشمع (الاسم العلمي: Thaleichthys pacificus) نوع من السمك يعيش في المياه المالحة، ويبلغ طوله نحو 20سم. يوجد شمالي المحيط الهادئ بين بحر بيرنج والطرف الشمالي من كاليفورنيا في الولايات المتحدة. وفي فصل الربيع تدخل أسماك الشمع الأنهار سابحة ضد التيار، لتضع بيضها. وعندئذ يمكن صيدها بالشباك الغاطسة أو العمودية، حيث تكون الأسماك طيبة المذاق في هذا الوقت. ولهذه الأسماك أهمية أخرى، فهي غذاء مهم لأسماك السلمون والأسترجون والفقمة.
وكان الهنود من قبيلة الشًنُوك هم الذين أسموا سمك الشمع بهذ الاسم، لأنهم كانوا يصنعون من لحمه المغطى بالزيت شمعًا.